# Meerbusch
Meerbusch ist eine Stadt im Rhein-Kreis Neuss in Nordrhein-Westfalen. Die als Mittelzentrum ausgewiesene kreisangehörige Stadt im Regierungsbezirk Düsseldorf liegt zwischen Krefeld und Düsseldorf am linken Niederrhein.

## Geographie und Religionen

### Geographische Lage
Meerbusch liegt am linken Niederrhein zwischen Krefeld und Düsseldorf. Der ländliche Charakter wird durch die Flächennutzung verdeutlicht: Ungefähr 3600 ha werden landwirtschaftlich genutzt oder sind Brachland, 540 ha sind Wald, 300 ha sind Wasserfläche. Zusammen werden so etwa 70 % des Stadtgebietes abgedeckt. Die Ausdehnung des Stadtgebiets beträgt 12 km von Nord nach Süd und 8 km von Ost nach West. Die größte Entfernung zwischen den Stadtgrenzen beträgt 12,5 km.

### Nachbargemeinden
Angrenzende Nachbargemeinden (im Uhrzeigersinn, beginnend im Westen) sind Willich, Krefeld, Duisburg, Düsseldorf, Neuss und Kaarst.

### Stadtgliederung
Die acht ehemals selbstständigen Gemeinden Büderich, Osterath, Lank-Latum, Ossum-Bösinghoven, Strümp, Langst-Kierst, Nierst und Ilverich bilden die heutigen Stadtteile.
| Stadtteil         | Einwohner | Fläche in Hektar | Fläche in Prozent des Stadtgebietes |
| ----------------- | --------- | ---------------- | ----------------------------------- |
| Büderich          | 23.578    | 1708             | 26,5                                |
| Osterath          | 13.505    | 1202             | 18,7                                |
| Lank-Latum        | 9.644     | 684              | 10,6                                |
| Strümp            | 6.225     | 620              | 9,6                                 |
| Ossum-Bösinghoven | 2.312     | 503              | 7,8                                 |
| Nierst            | 1.466     | 722              | 11,2                                |
| Langst-Kierst     | 1.104     | 355              | 5,5                                 |
| Ilverich          | 662       | 644              | 10,0                                |

### Konfessionsstatistik
Mit Stand 31. Dezember 2011 lebten in Meerbusch 22.979 oder 41,3 % Katholiken, 12.763 oder 22,9 % evangelische Christen sowie 19.872 oder 35,7 % Sonstige oder ohne Konfession. Mit Stand 31. Dezember 2016 lebten in Meerbusch 21.718 oder 38,3 % Katholiken, 11.669 oder 20,6 % evangelische Christen sowie 23.291 oder 41,1 % Sonstige oder ohne Konfession. Der Anteil der Protestanten und Katholiken an der Gesamtbevölkerung sinkt jährlich um 1 Prozentpunkt. Gemäß dem Zensus 2022 waren (Mai 2022) 33,2 % der Einwohner katholisch, 18,5 % evangelisch und 48,5 % waren konfessionslos, gehörten einer anderen Glaubensgemeinschaft an oder machten keine Angabe.

## Geschichte

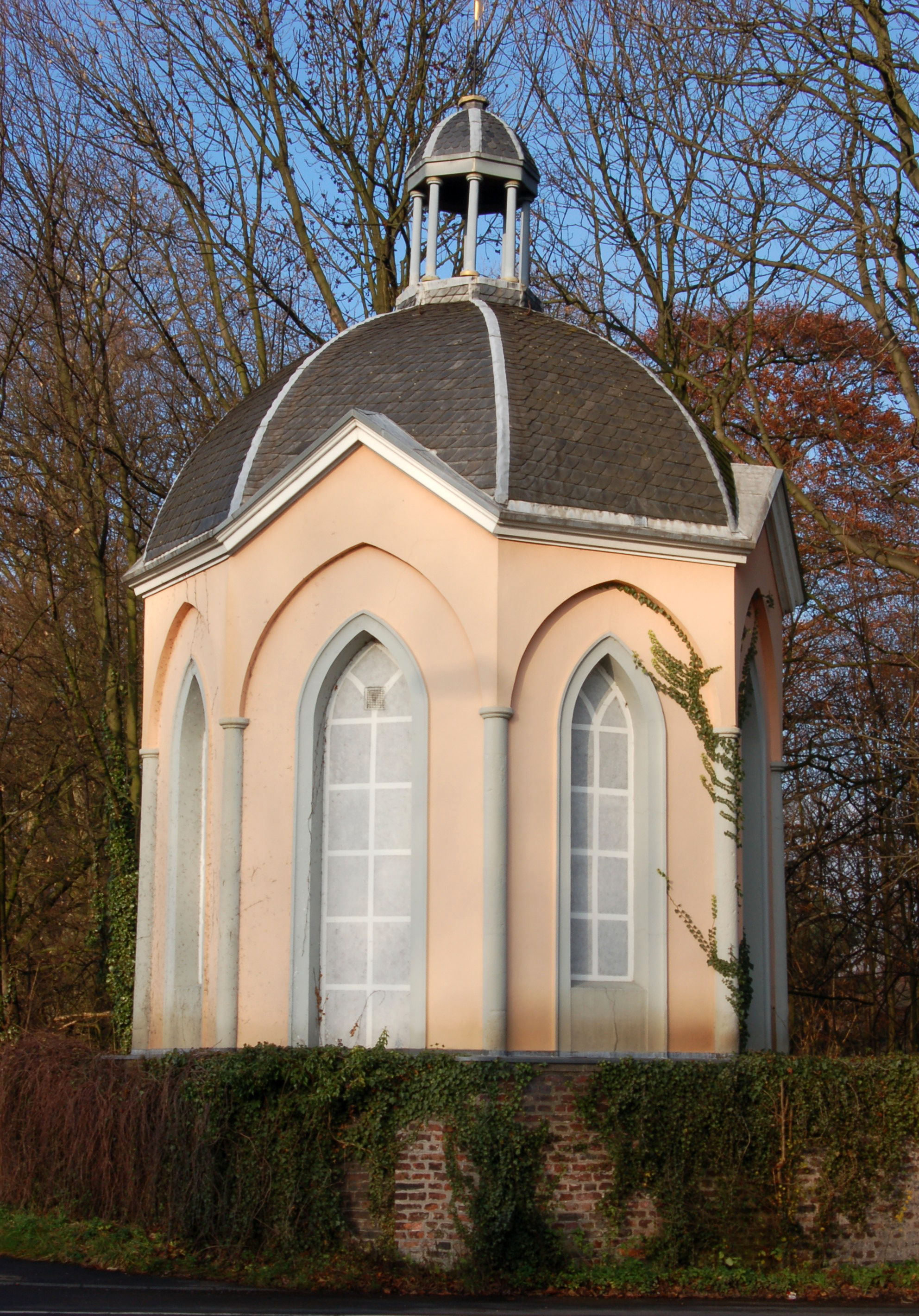
Das Teehäuschen am Rande des Parks von Haus Meer

Die ersten nachweisbaren Besiedlungsspuren in Meerbusch stellen Reste der großen römischen Villa in Ilverich nahe dem Limes 70 n. Chr., einer weiteren römischen Villa auf der Grenze Lank-Latum/Nierst und einer in Osterath gefundenen römischen Villa dar. Der Lank-Latumer Friedhof ist mindestens seit der Zeit um 900 nachweisbar. 1001 wurde die Burg Meer errichtet und hochmittelalterliche Rodungen begonnen. Hildegund von Meer gründete 1166 ein Prämonstratenserinnen-Kloster auf Burg Meer, das 1179 durch Papst Alexander III. anerkannt wurde. In der Zeit zwischen 1388 und 1392 ging die Burg Linn und damit Stadt und Land, worunter auch der Raum Meerbusch fiel, an den Erzbischof von Köln über. Seit 1422 belehnten die Erzbischöfe von Köln die Herren von Büderich mit der Vogtei zu Büderich.
Die erste erzbischöflich-kölnische Visitation im Kurfürstentum Köln 1569 und damit in den Pfarreien Büderich, Lank und Osterath zeigte religiöse Missstände auf; reformatorisches Ideengut war jedoch in der Bevölkerung kaum verbreitet. Wegen ihrer Nähe zu Düsseldorf, wo das Vorspiel zum Dreißigjährigen Krieg in den Erbfolgestreitigkeiten um das Tripelherzogtum Jülich-Kleve-Berg ausgetragen wurde, gerieten die Meerbuscher Gemeinden 1618 bis 1648 stark in Mitleidenschaft. Während der napoleonischen Besatzung 1794 bis 1814 wurde das linke Rheinufer Frankreich einverleibt; Büderich, Langst, Lank, Osterath und Strümp wurden französisch verfasste Mairien. Nach dem Wiener Kongress gelangten die ehemaligen Territorien Kurkölns, des Großherzogtums Berg unter anderem an Preußen und wurden zu deren Rheinprovinz. 1842 wurden die Gemeinden Lank, Langst und Strümp zusammengelegt. Die Märzrevolution 1848/49 erfasste die Meerbuscher Gemeinden nur in geringem Ausmaß.
1855 wurde die Stammstrecke der Köln-Krefelder Eisenbahn-Gesellschaft von Köln über Neuss und Osterath nach Krefeld gebaut, von deren markanten Bahnhöfen der Osterather als einer der wenigen erhalten blieb. Im Zuge der Industrialisierung wurde 1883 in Osterath die erste Dampfmaschine des Raumes in Betrieb genommen. 1891 nahmen die Weberei Gebr. Stein und die Mosaik-Fabrik Ostara ihre Arbeit auf. 1901 folgte die Drahtseilfabrik Stoessel. In Lank und Latum wurden Weihnachten 1900 zum ersten Mal städtische Laternen mit elektrischem Strom beleuchtet. Osterath folgte 1903.
Ab 1919, später auch während des Ruhrkampfs 1921 bis 1926, wurde der linke Niederrhein von belgischen und französischen Soldaten besetzt. Während der Rheinlandbesetzung waren zeitweilig über 6000 Soldaten in den Meerbuscher Gemeinden stationiert, unter anderem im stillgelegten alten E-Werk in Osterath. Mit der kommunalen Neugliederung 1929 wurden Osterath und das Amt Lank Teil des Kreises Kempen-Krefeld; Büderich wurde dem Kreis Grevenbroich-Neuss zugeschlagen. Ortsgruppen der NSDAP wurden zwischen 1930 und 1932 auch in Büderich, Lank und Osterath gegründet. 1934 wurde der jüdische Friedhof in Osterath geschändet und beseitigt. In der Reichspogromnacht 1938 wurde auch die Synagoge in Osterath zerstört. 1941/42 wurden 37 Juden aus den Meerbuscher Gemeinden deportiert, von denen lediglich drei den Holocaust überlebten und zurückkehrten. Am 1. und 2. März 1945 besetzten amerikanische Truppen Osterath, Büderich und das Amt Lank. Nach der deutschen Kapitulation im Mai 1945 kam der Norden der preußischen Rheinprovinz – zu der auch das Gebiet der späteren Stadt Meerbusch gehörte – als Nordrhein an die britische Besatzungszone. 1946 wurden die Bürgerausschüsse durch von der britischen Militärregierung ernannte Gemeinderäte und Bürgermeister ersetzt. Die Provinz Nordrhein – u. a. mit Büderich, Osterath und das Amt Lank – wurde Teil des 1946 neu gegründeten Landes Nordrhein-Westfalen. 1947 wurden evangelische Volksschulen in Büderich und Osterath zur Aufnahme der Kinder von Flüchtlingen und Vertriebenen gegründet.
1960 wurden Gewerbegebiete in Strümp und Lank-Latum erschlossen. 1964 wurde das Sportstadion am Eisenbrand in Büderich eingeweiht. Ein Generalverkehrsplan in der Gemeinde Osterath wurde 1966 erstmals aufgestellt. Mit dem 1969 ratifizierten Gebietsänderungsvertrag durch die Räte der Gemeinden Büderich, Ilverich, Langst-Kierst, Lank-Latum, Nierst, Ossum-Bösinghoven, Osterath und Strümp erhielt der ins Auge gefasste gemeindliche Zusammenschluss eine erste Grundlage, die durch den Landtag von Nordrhein-Westfalen im Kempen-Krefeld-Gesetz verabschiedet wurde. Am 1. Januar 1970 wurde damit die Stadt Meerbusch gegründet, die dem damaligen Kreis Grevenbroich zugeordnet wurde. Die Stadt wurde nach dem Waldgebiet Meerbusch benannt. Das Quickborner Planungsteam entwickelte Pläne für Meerbuschs „Neue Mitte“. Der Landtag von Nordrhein-Westfalen beschloss am 8. Juli 1974 die Auflösung der Stadt Meerbusch und ihre Aufteilung auf die Städte Düsseldorf (Büderich [Hauptteil], Ilverich, Osterath und Strümp [Hauptteil] sowie kleinere Teile von Langst-Kierst, Ossum-Bösinghoven und Willich), Krefeld (Langst-Kierst [Hauptteil], Lank-Latum, Nierst und Ossum-Bösinghoven [Hauptteil] sowie kleinere Teile aus Strümp) und Neuss (kleinere Teile aus Büderich). Die Stadt Meerbusch erwirkte jedoch beim Verfassungsgericht in Münster am 8. Oktober 1974 die Aussetzung des Auflösungsbeschlusses. Am 13. September 1975 erklärte das Landesverfassungsgericht die gesetzlichen Regelungen des Gesetzes zur Neugliederung des Raumes Mönchengladbach – Düsseldorf – Wuppertal, insoweit es die Stadt Meerbusch betraf, für nichtig. Der Landtag von Nordrhein-Westfalen bestätigte daraufhin am 20. Mai 1976 die Existenz der Stadt Meerbusch. Dabei sprachen sich 94 Landtagsabgeordnete für den Erhalt der Stadt, 92 dagegen aus. Der Stadtname „Meerbusch“ ist nicht historisch gewachsen, sondern durch Beschlussfassung im Zuge der Gemeindegebietsreform entstanden. Ursprünglich sollte die „neue“ Stadt „Rheinaue“ heißen. Aufgrund der Tatsache, dass dieser Ortsname jedoch bereits mehrfach in Deutschland existierte und zudem keine Anknüpfung an die Stadthistorie auszumachen war, wurde der Name Meerbusch gewählt, der sich an den Namen des früheren Klosters Haus Meer und den des Meerer Buschs, eines Waldgebiets, anlehnt.
1994 wurden die Kulturzentren „Forum Wasserturm“ und die Teloy-Mühle in Lank eröffnet. Ein Jahr später wurde der Grundstein für das neue Seniorenheim Malteser-Stift in Lank gelegt. Die Ortskernsanierung Osterath begann mit der Hochstraße 1997. Nachdem das Oberverwaltungsgericht den Sofortvollzug der A 44-Rheinquerung genehmigte, wurden die Arbeiten 1998 begonnen und fanden mit der Einweihung der Brücke 2002 ihren Abschluss. Der Sofortvollzug blieb umstritten, weil viele Meerbuscher für die komplette Tunnellösung eintraten und andere das Projekt wegen seiner Wirkung für den Naturschutz gänzlich ablehnten.

## Politik

### Stadtrat
Die Ergebnisse der Stadtratswahl vom 11. September 2020 zeigen die Diagramme – nebenstehend die Stimmenanteile, untenstehend die Sitzverteilung.
- Linke: 1
- PARTEI: 1
- Grüne: 14
- SPD: 9
- UWG: 3
- FDP: 6
- CDU: 25
- AfD: 1

|      | CDU | SPD | Grüne | FDP | UWG | Linke | PARTEI | AfD | Zentrum | Piraten | Gesamt |
| ---- | --- | --- | ----- | --- | --- | ----- | ------ | --- | ------- | ------- | ------ |
| 2020 | 25  | 9   | 14    | 6   | 3   | 1     | 1      | 1   | –       | –       | 60     |
| 2014 | 24  | 10  | 6     | 6   | 3   | 1     | –      | –   | 1       | 1       | 52     |
| 2009 | 23  | 9   | 7     | 12  | 2   | –     | –      | –   | 1       | –       | 54     |
| 2004 | 25  | 10  | 6     | 7   | –   | –     | –      | –   | –       | –       | 48     |

### Bürgermeister
Zum Bürgermeister der Stadt wurde 2020 in der Stichwahl Christian Bommers (CDU) mit 56,85 % der Stimmen gewäht. Seine Vorgängerin Angelika Mielke-Westerlage (CDU) kam am 25. Mai 2014 auf 58,2 Prozent der gültigen Stimmen. Sie trat 2020 nicht erneut an. Zuvor amtierte seit 1999 Dieter Spindler (CDU). Bei der Kommunalwahl am 30. August 2009 wurde er mit 49,03 % (2004: 58,06 %) der Stimmen wiedergewählt. Zur Bürgermeisterwahl 2014 trat er nicht mehr an.

### Bürgerinitiativen
Folgende Bürgerinitiativen existieren bislang in Meerbusch:
- Bürgerinitiative „Pro Baum“ gegen Abholzung von Bäumen im Rahmen der Erneuerung der K9, Ortsdurchfahrt Büderich (gegründet 2009)
- Bürgerinitiative „Bürger gegen Fluglärm“, Ortsgruppe Meerbusch, gegen Fluglärm durch startende und landende Flugzeuge am Flughafen Düsseldorf (gegründet 2003)
- Bürgerinitiative „Stoppt den Bahnlärm! Für unsere Gesundheit“ gegen Bahnlärm, insbesondere der Bahnlinie Neuss–Osterath–Krefeld (gegründet 2010)
- Bürgerinitiative „Meerbusch-Nord gegen LKW-Durchfahrtsverkehr“ gegen LKW-Durchfahrtsverkehr durch Lank-Latum zu den Industriegebieten am Rheinhafen Krefeld (gegründet 2010)
- Bürgerinitiative gegen den Bau einer Stromkonverterstation an der Umspannanlage Osterath (gegründet 2012)

### Wappen
Blasonierung: „Unter rotem Schildhaupt im Wellenschnitt acht im Stiel sternförmig zusammengeschlossene rote Blätter im goldenen (gelben) Felde.“
Das Wappen der Stadt Meerbusch wurde am 13. Oktober 1971 durch den Regierungspräsidenten genehmigt, es wird seit Anfang 1972 als Hoheitszeichen verwendet, entworfen vom Heraldiker Waldemar Mallek. Die Wellenlinie steht für den Namensbestandteil Meer, der achtstrahlige Blütenkranz symbolisiert den Namensbestandteil Busch, verkörpert das Zusammenwachsen der acht Stadtteile zu einer Einheit und deutet das Wachsen und Emporstreben der neuen Stadt an.

### Landtag / Bundestag
Meerbusch gehört auf Landesebene zum Wahlkreis 46 Rhein-Kreis Neuss III. Für diesen ist Lutz Lienenkämper (CDU) als Direktkandidat in den Landtag gewählt worden. Auf Bundesebene gehört Meerbusch zum Wahlkreis 111 Krefeld I – Neuss II. Bei den Bundestagswahlen 2009, 2013 und 2017 wurde Ansgar Heveling (ebenfalls CDU) als Direktkandidat gewählt.

### Städtepartnerschaften
Die Städtepartnerschaft mit der französischen Stadt Fouesnant in der Bretagne, von beiden Seiten Jumelage genannt, wurde 1968 zwischen Fouesnant und der Gemeinde Strümp begründet, die Stadt Meerbusch übernahm die Partnerschaft nach der Neugründung. Die erste gemeinsame Sitzung der Räte beider Städte fand 1988 in Meerbusch statt. Die Musikschule der Stadt pflegt freundschaftliche Kontakte zu Kaustinen in Finnland, der Stadtjugendring betreibt ein Austauschprogramm mit Petach Tikwa bei Tel Aviv. Nach der deutschen Wiedervereinigung unterstützten der Rat und die Verwaltung der Stadt Meerbusch die Stadt Wittenberge in Brandenburg und die Stadt Blankenburg am Harz bei den notwendigen strukturellen und verwaltungsrechtlichen Anpassungen. Zu beiden Städten wird weiterhin ein freundschaftlicher Kontakt gepflegt. Seit Dezember 2010 besteht eine weitere Städtepartnerschaft mit der japanischen Stadt Shijōnawate.

## Regelmäßige Veranstaltungen

### Rock am Turm
Das jährlich am „dritten Weihnachtstag“ (27. Dezember) stattfindende Musikfestival „Rock am Turm“ bietet insbesondere jugendlichen Nachwuchsbands der Region eine Bühne und lockt regelmäßig tausende von Besuchern an. Aufgrund des Andranges wurde es vom Lank-Latumer Wasserturm in das „Alte Kesselhaus“ der Büdericher Böhlerwerke verlegt. Zum vorläufigen Abschluss der Reihe kehrte das Konzertereignis jedoch 2008 in den Wasserturm zurück. Ein sommerliches Open Air fand 2003 bislang einmalig statt. In einer Rock- und Pop-Akademie mit Unterstützung des Landesmusikrates und Kultusministeriums NRW geben Profis wie Wölli – Wolfgang Rohde – (Die Toten Hosen) und Ramon Zenker (Bellini, Paffendorf, Fragma, Interactive, Hardfloor usw.) in Workshops ihr Wissen weiter. Diese und andere Projekte werden von dem gemeinnützigen Verein Rock am Turm e. V. mit einem Büro in Meerbusch-Lank durchgeführt.

### Brauchtum
Schützenfeste: Die Tradition der Schützenfeste wird in mehreren Stadtteilen Meerbuschs gepflegt. Das größte Meerbuscher Schützenfest findet jährlich am Pfingstwochenende in Büderich statt. Die St.-Sebastianus-Schützenbruderschaft Büderich von 1567 e. V. mit über 750 Mitgliedern wird bei den Schützenzügen von weiteren Meerbuscher Bruderschaften und Schützen aus benachbarten Städten begleitet, so dass der Zug, einschließlich der bis zu 400 Marschmusiker, bis zu 1500 Teilnehmer aufweisen kann. Zeitgleich findet die größte Meerbuscher Kirmes mit Fahrgeschäften und Buden auf dem zentralen Dr.-Franz-Schütz-Platz. Hier finden auch die Tanz- und Ballveranstaltungen im Festzelt statt. In das Fest gestartet wird schon seit zwei Jahrzehnten am Pfingstsamstag mit der Veranstaltung „Rock im Zelt“ bzw. mit der „Deutschen Schlagernacht“.
Die Lanker St.-Sebastianus-Schützenbruderschaft wurde bereits 1475 gegründet und ist damit die älteste Meerbuscher Bruderschaft. Eine Besonderheit in Lank-Latum sind die Barrikadenkämpfe während des Schützenfestes, das alle zwei Jahre (ungerade Jahre) stattfindet, in denen sich die Schützen unter anderem mit Brennnesseln traktieren.
Rosenmontagszug und Rosenmontagsball: Mehrere Karnevalsvereine sind in Meerbusch aktiv, die meisten karnevalistischen Aktivitäten finden im Ortsteil Nierst statt. In Nierst veranstaltet die Karnevalsgesellschaft Kött on Kleen jährlich einen Rosenmontagszug und einen Rosenmontagsball, der in einem Festzelt stattfindet.

### Winterwelt
Die Winterwelt ist der jährlich in der Advents- und Weihnachtszeit stattfindende Weihnachtsmarkt in Büderich, der aus einer Eisbahn für Schlittschuhläufer und hin wieder stattfindende Eishockey-Turniere mit darum angeordneten Verkaufsständen und gastronomischen Angeboten besteht. Für Auftritte von Bands und Künstlern steht eine Bühne zur Verfügung, für Kinder gibt es ein kleines Karussell. Außerdem gibt es ein einer Skihütte nachempfundenes, beheiztes Holzhaus mit Unterhaltungsmusik, in dem neben Glühwein auch kalte Getränke serviert werden.
Die Meerbuscher Winterwelt entstand durch eine Initiative einiger lokaler Händler und wird von diesen gefördert, nicht zuletzt mit dem Ziel den lokalen Einzelhandel zu stärken und das Abwandern der Kunden in die umliegenden Großstädte zu verhindern. Eine Besonderheit ist, dass der Weihnachtsmarkt erst am 6. Januar endet und nicht wie sonst üblich am 24. Dezember.

## Musik

### Musikschule Meerbusch
Im Jahr 2022 besteht die Musikschule Meerbusch seit sechs Jahrzehnten und zählt neben der Volkshochschule zu den ältesten Kultureinrichtungen der Stadt. Hier haben zahllose Kinder, Jugendliche und Erwachsene ihre musikalischen Wurzeln gebildet, ein Instrument erlernt, in den unterschiedlichsten Ensembles gemeinsam musiziert, geprobt und konzertiert, an Wettbewerben teilgenommen, Preise gewonnen und internationale Musikfreundschaften aufgebaut. Hier konnten
Gemeinschaftssinn, Kreativität und Toleranz wachsen – hier fanden junge Menschen ihre Identität und musikalische Heimat.
Alles begann, als die Musikerin Anneliese Gestermann (1912–1999) am 1. Oktober 1962 mit neunundneunzig Kindern und drei Grundausbildungsklassen die Jugendmusikschule Büderich eröffnete. 1967 kam es zur Musikschulgründung in Osterath, 1970 folgten weitere Niederlassungen in Lank und Strümp und im Zuge der kommunalen Neugliederung dann die Zusammenlegung aller Abteilungen zur Städtischen Musikschule Meerbusch. Die Schülerzahl steigerte sich bis 1976 auf 2.184.

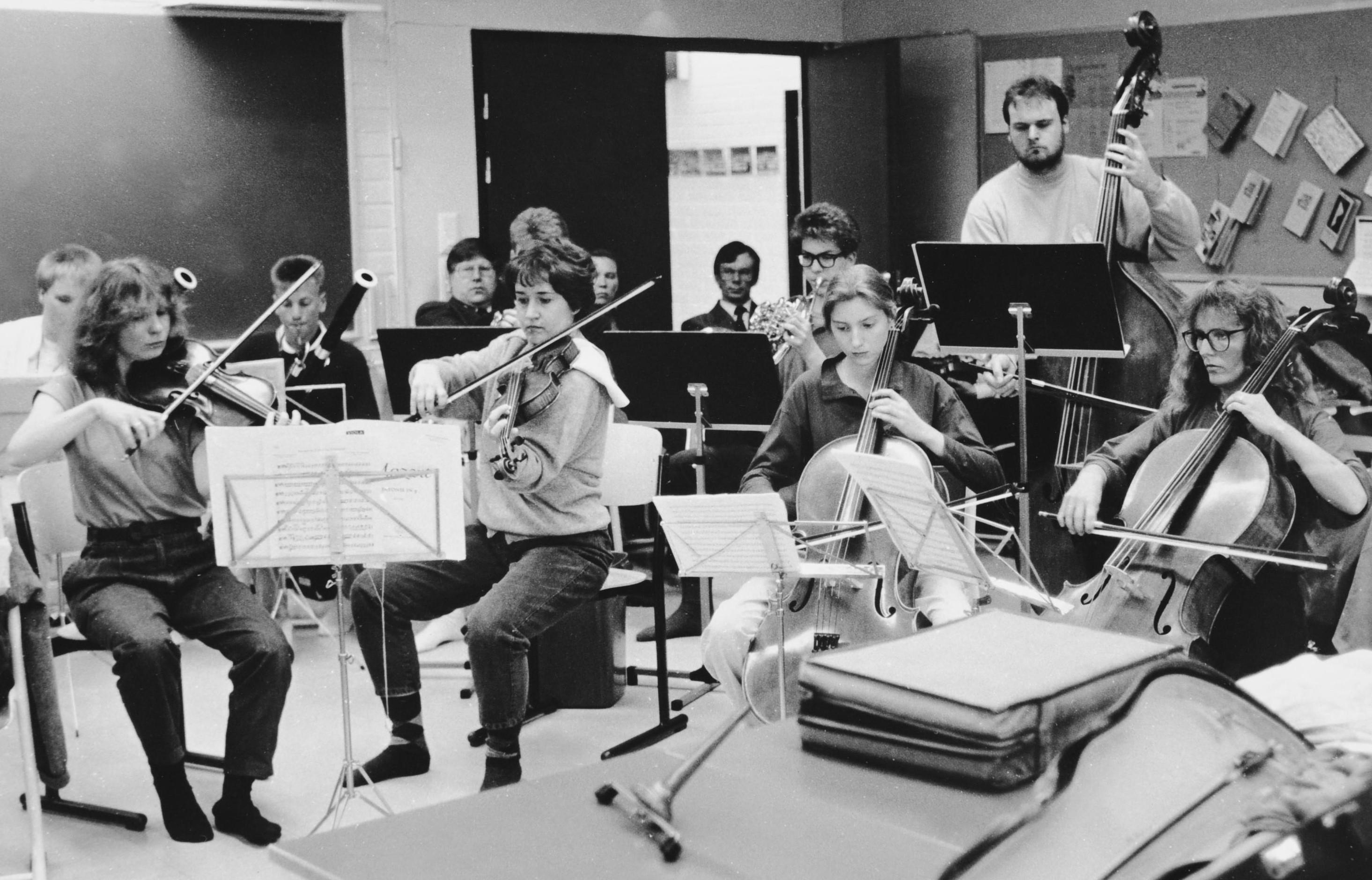
Probe Meerbuscher Kammerorchester, ca. 1990

Gestermanns Tochter Ingrid Kuntze übernahm 1970 die Leitung der gesamten Musikschule und führte sie bis zu ihrer Pensionierung im Jahr 1995 zu einer der innovativsten und erfolgreichsten Städtischen Musikschulen Deutschlands. Als Mitglied im Verband deutscher Musikschulen erfüllt die Städtische Musikschule Meerbusch bis heute die wichtigsten fachlichen und sozialen Voraussetzungen für einen qualifizierten und lebendigen Musikunterricht für alle.

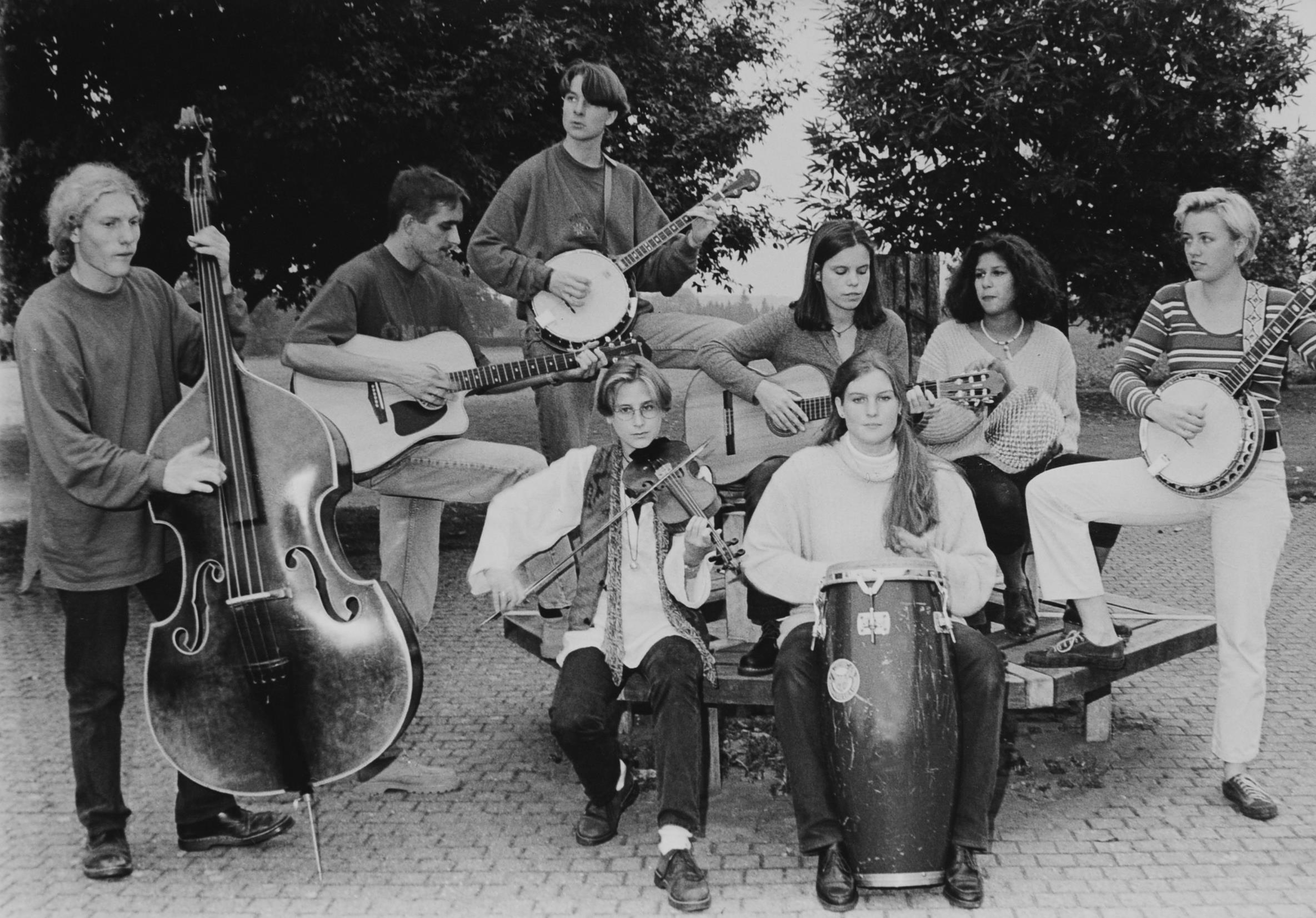
Folkloregruppe Häns Fäns, mehrfach 1. Preisträger des Landeswettbewerbs Jugend & Folklore, ca. 2001

Stilistische Vielfalt und Weltoffenheit beseelten von Anfang an die musikpädagogische Arbeit. Bald konnte man hier (fast) jedes Instrument erlernen und in zahlreichen klassischen Orchestern und Kammermusikensembles musizieren, aber ebenso in unterschiedlichen Folkloregruppen – zur damaligen Zeit ein absolutes Novum. Ingrid Kuntze schuf den Landeswettbewerb NRW Jugend & Folklore, der erstmals am 4. Oktober 1980 in Meerbusch ausgetragen und bis 1995 unter Federführung der Musikschule Meerbusch ausgerichtet wurde.
Klassik und Pop, Breitenarbeit und Spitzenleistung waren keine Widersprüche, sondern jeweils zwei Seiten einer Medaille. Und sie beflügelten sich gegenseitig. Die vielen öffentlichen Konzerte der unterschiedlichsten Ensembles wurden zum festen Kulturangebot der Stadt. Gastspiele und Austauschkonzerte im In- und Ausland (beispielsweise in Finnland, Japan, Russland, Belgien, Frankreich und den USA) vertieften internationale Musikbegegnungen und Partnerschaften. Etliche Meerbuscher Musikschüler und Ensembles gingen als Gewinner und Preisträger in die Geschichte der bundesweiten Wettbewerbe Jugend musiziert und Jugend jazzt ein.

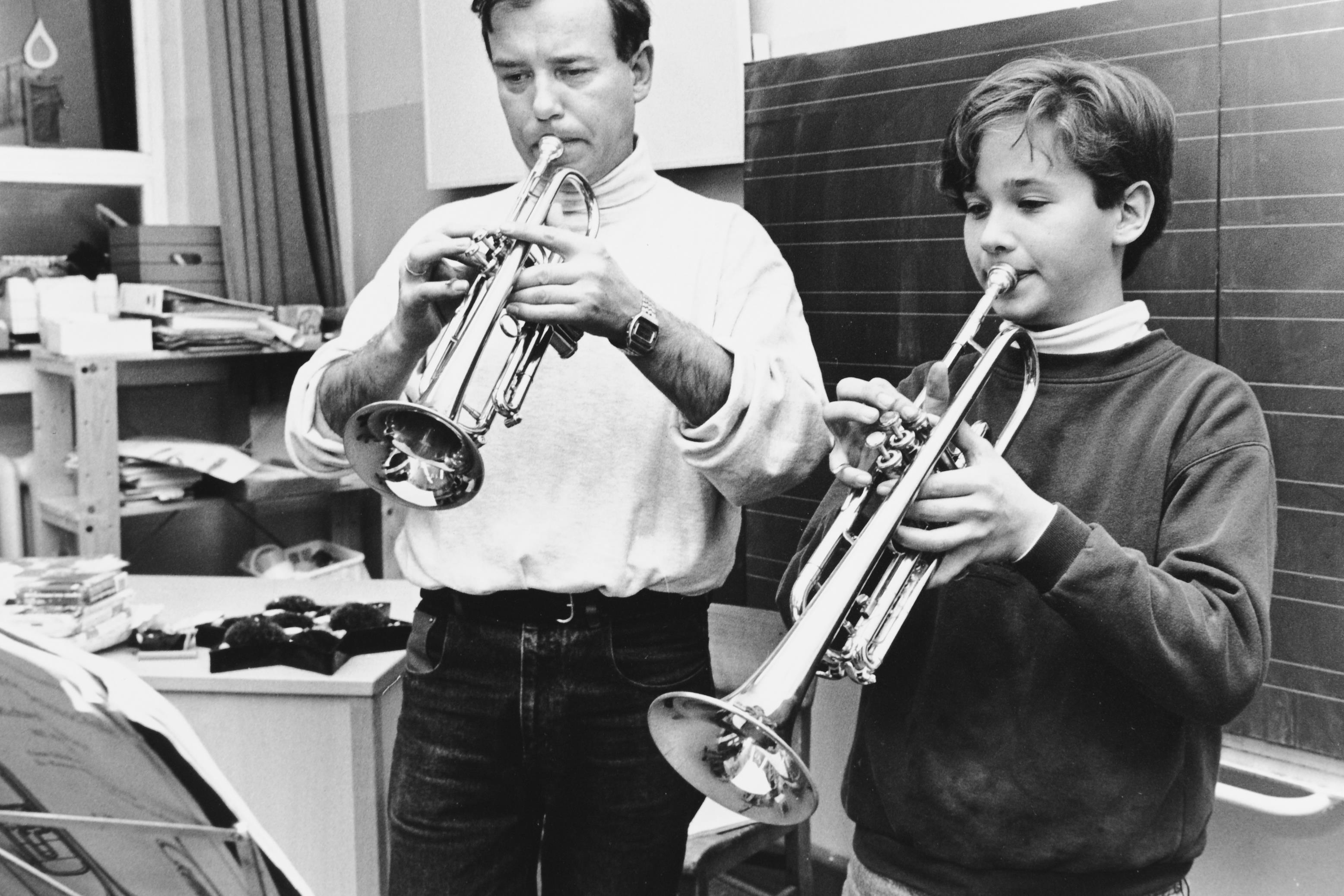
Trompetenklasse Manfred Gerke, 2007

Solche Erfolge sind nur durch Kollegialität und Zusammenarbeit engagierter und qualifizierter Musikpädagogen möglich. Kuntze motivierte ihre Mitarbeiter zu Höchstleistungen und hatte ein starkes Team um sich geschart: Walter Jordans, Reinhardt Roebers, Wolfgang Richter, Reinhart von Gutzeit, Helga Romberg, Hans Engstfeld und andere. Diese Vollblutmusiker und Pädagogen arbeiteten gezielt am Aufbau der Instrumenten-Klassen (beispielsweise Streicherklassen und Holzbläser), aus denen sich eine differenzierte Orchesterstruktur entwickelte – vom Mini-Orchester bis zu diversen Sinfonieorchestern. Zahlreiche Tonträger und Konzertmitschnitte zeugen von hoher künstlerischer Qualität und Strahlkraft und fanden ein breites Echo, auch in den unterschiedlichsten Medien. Im August 2022 wurde Ingrid Kuntze für ihre Verdienste für die Stadt mit der Verdienstplakette der Stadt Meerbusch geehrt.

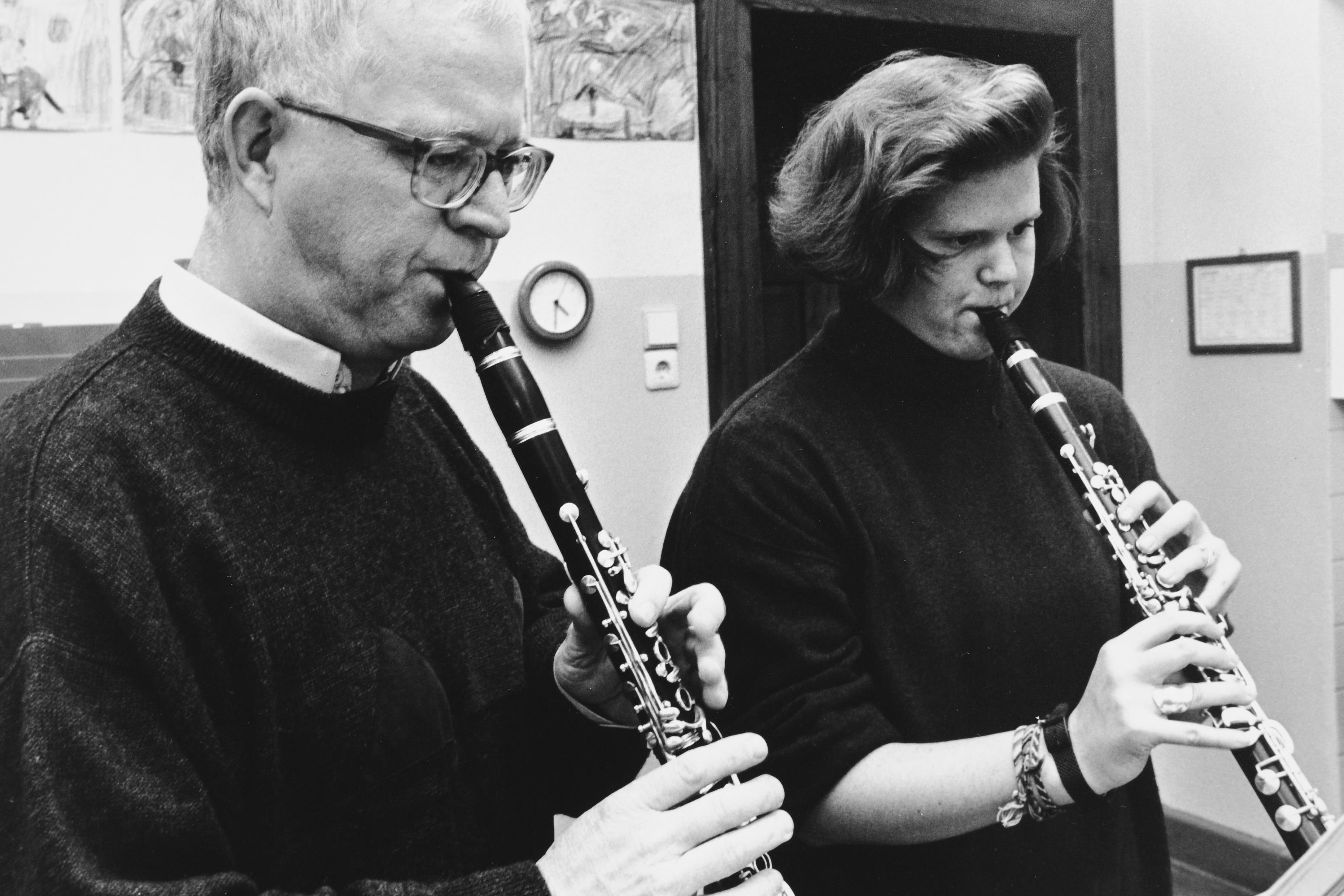
Klarinettenklasse Walter Jordans, 2006

Die Musikschule Meerbusch kann auf eine engagierte und erfolgreiche Vergangenheit zurückblicken. Sie bildet einen wichtigen Identitäts- und Imagefaktor der Stadt und wirkt durch zahlreiche „Ehemalige“ nachhaltig über Zeit und Raum hinaus. Einige Absolventen wurden Berufsmusiker in namhaften Sinfonieorchestern, Musikpädagogen, Hochschuldozenten, Künstler und Kulturmanager, musikbegeisterte Laien, kreative Eltern und Bürger. Das Feuer, das sie in ihrer Musikschulzeit empfangen haben, brennt und wandert weiter – von Generation zu Generation.

## Theater
Theater-, Musik- und Kabarettveranstaltungen finden regelmäßig im Lanker Forum Wasserturm statt. Der Schwerpunkt des Programms liegt auf dem Bereich Kabarett und Comedy, es treten regelmäßig Kabarettisten wie Dieter Nuhr und Frank Lüdecke auf. Das Lotumer Buretheater, eine 1982 gegründete Laienspielgruppe aus Lank, zeigt in mehreren Aufführungen im Forum Wasserturm am Jahresende jeweils ein neues Volksstück auf „Lanker Platt“ vor insgesamt über 6000 Zuschauern.

## Sehenswürdigkeiten

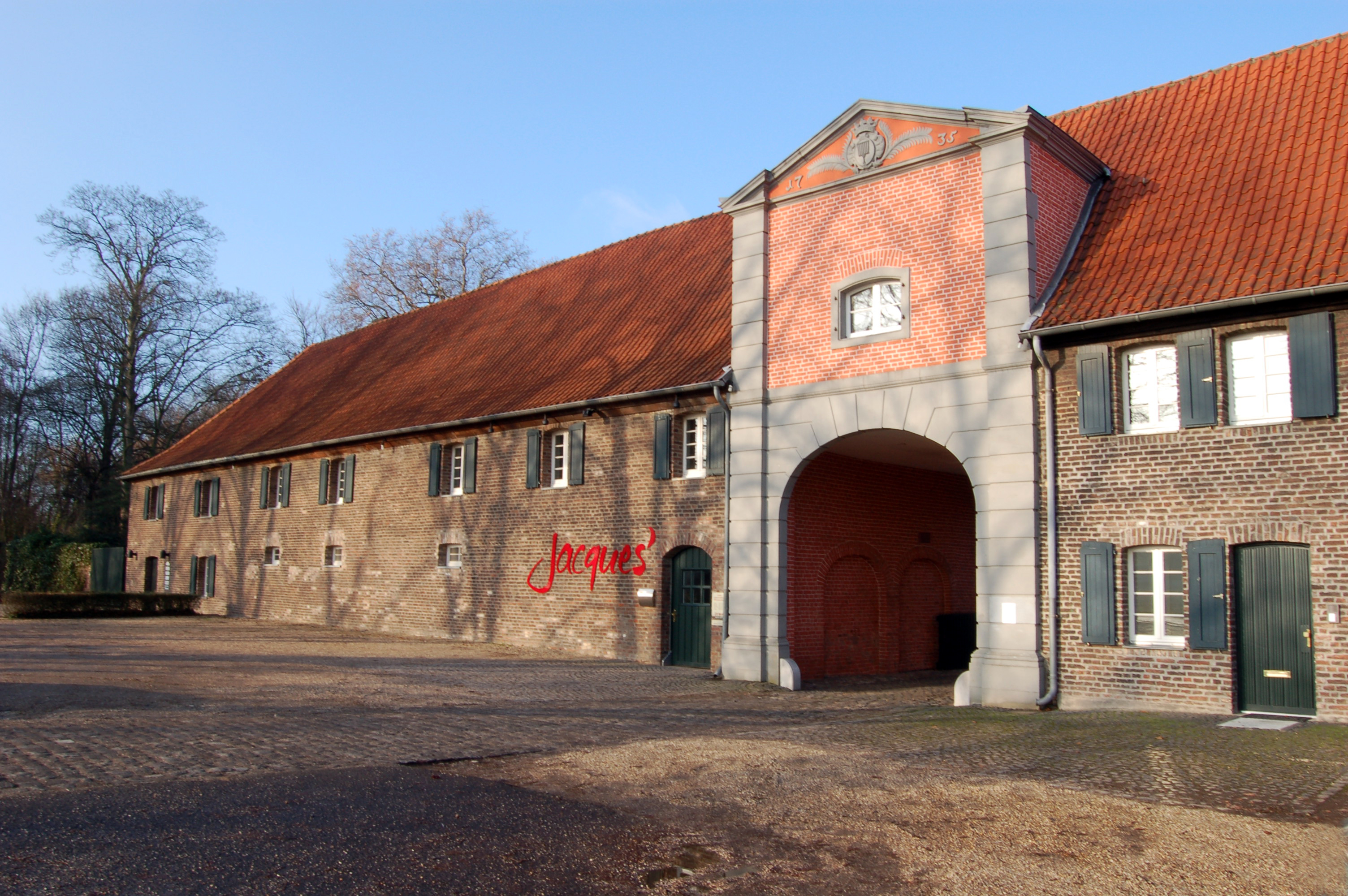
Teilansicht Vorderseite Haus Meer

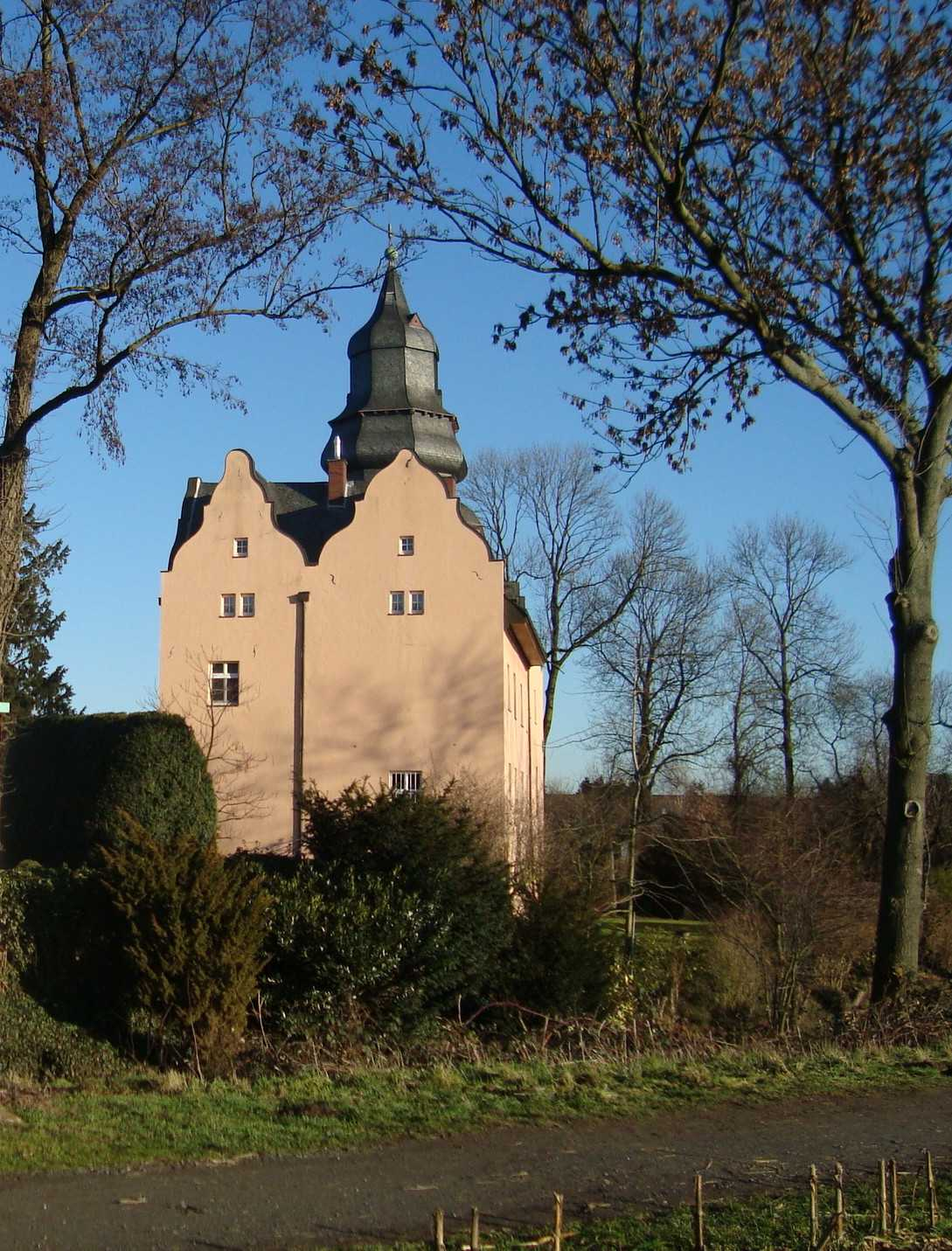
Dyckhof in Büderich, Wohnhaus

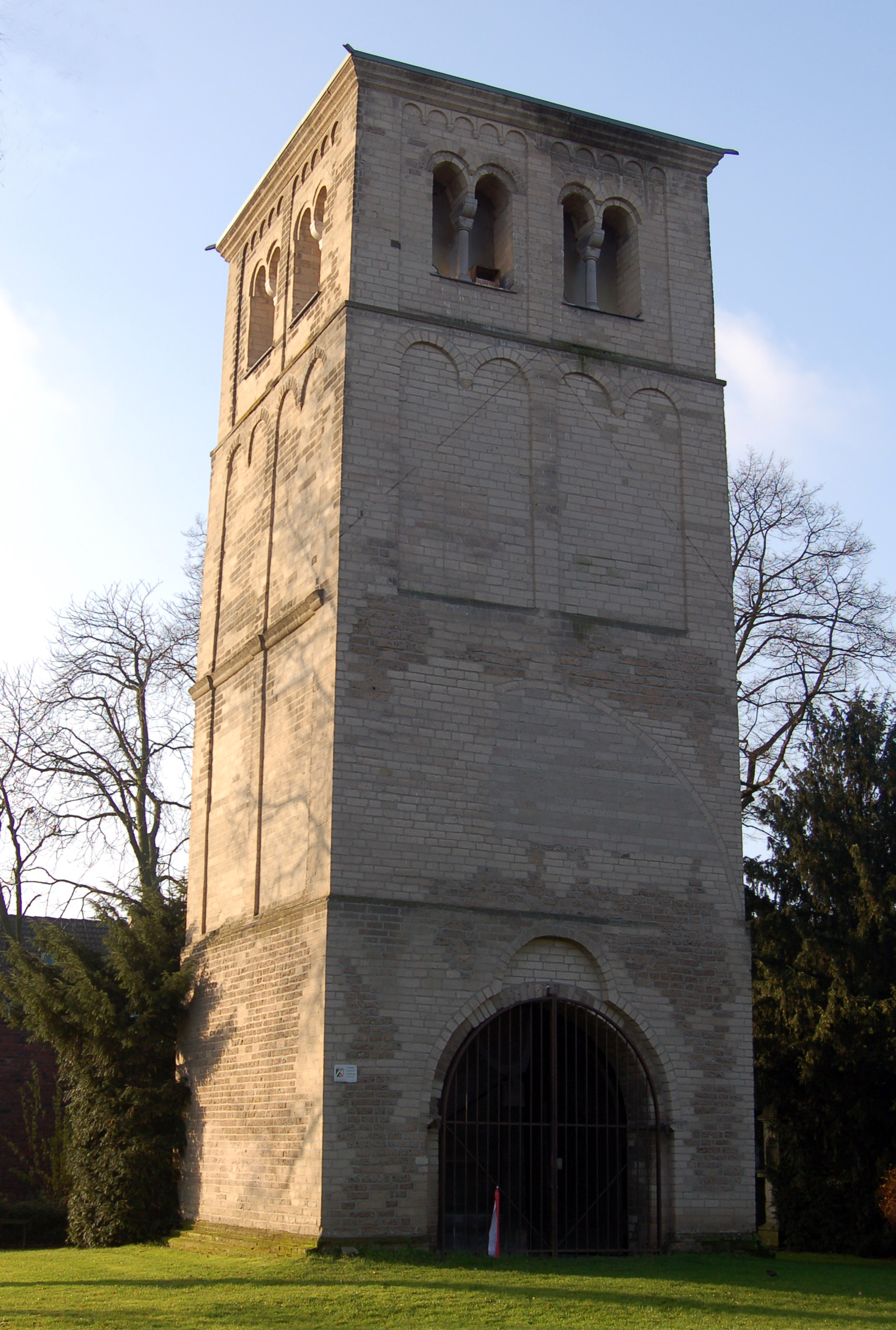
Der Alte Kirchturm in Büderich

### Büderich

#### Haus Meer
Direkt an der L 137 steht das Teehäuschen, das häufig als „Wahrzeichen Meerbuschs“ bezeichnet wird, an einer Ecke des ehemaligen Schlossparks von Haus Meer. Das 1166 von Gräfin Hildegunde von Meer gegründete Prämonstratenserinnenkloster wurde nach der Säkularisation ab 1804 von der Krefelder Seidenweberfamilie von der Leyen als Familienschloss genutzt. Das Hauptgebäude wurde im Zweiten Weltkrieg zerstört, erhalten blieb neben dem Teepavillon der ehemalige Gutshof, der bewohnt und gewerblich genutzt wird. Seit 1974 wird die Bebauung des historischen Areals betrieben.

#### Dyckhof
Der Dyckhof in Büderich ist eine Burganlage, die bereits 1393 erstmals urkundlich erwähnt wurde. Die Barockturmspitze wurde 1666 hinzugefügt. Das ehemalige Bauerngut wird als Hotel und Restaurant genutzt.

#### Alter Kirchturm
Der Alte Kirchturm ist seit 1959 Mahnmal für die Opfer der Weltkriege. Er gehörte zur um 1200 erbauten Pfarrkirche St. Mauritius, deren Hauptgebäude 1891 durch einen Brand zerstört wurde. Der Rat der ehemaligen Gemeinde Büderich beschloss, den Auftrag für das Mahnmal an den damals noch relativ unbekannten Künstler Joseph Beuys zu vergeben. Dieser installierte im Inneren des Turms eine von ihm „Auferstehungssymbol“ genannte Skulptur, die an einer langen Eisenkette hängt und die Form des Kreuzes aufgreift. Die Skulptur aus Eichenholz ist drei Meter hoch und zwei Meter breit und hängt an der linken Seitenwand des Turmes, so dass der Blick des Betrachters, der durch die Toröffnung blickt, nicht unmittelbar auf die Skulptur fällt. Das zweiflügelige Tor wurde aus schweren Eichenbohlen gefertigt. Im rechten Flügel sind die Namen von 222 Büdericher Kriegstoten eingekerbt.

#### EUROGA-Kunstweg

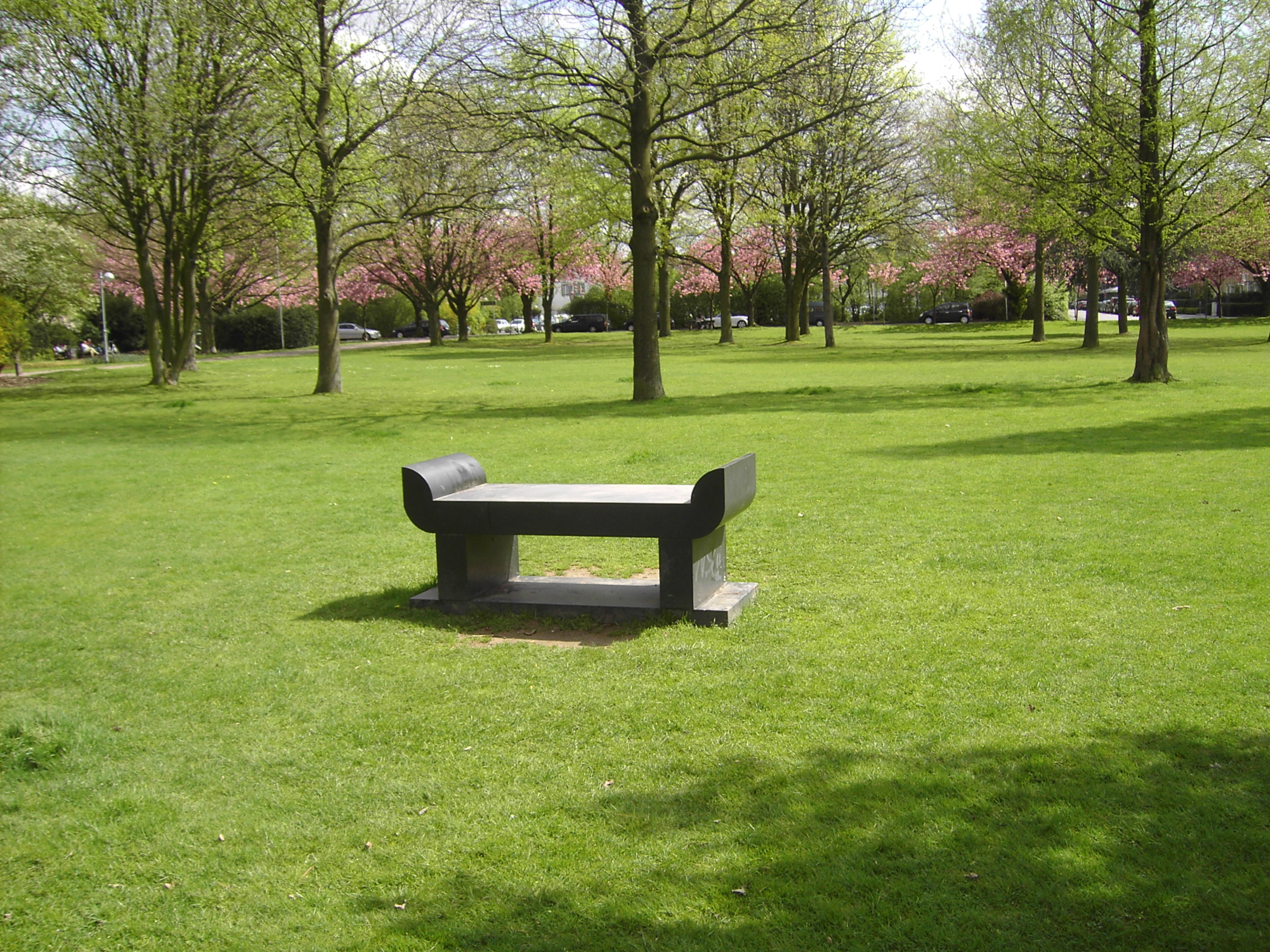
Erwin Heerich: Bank, 2000

Der EUROGA Kunstweg wurde anlässlich der Europäischen Gartenschau EUROGA 2002plus von der Stadt Meerbusch eingerichtet. Der Rundweg mit dem Titel Mataré und seine Schüler führt durch Büderich zu 17 Kunstwerken, die von Ewald Mataré und einigen seiner Schüler stammen.
Der Weg beginnt in einem Park mit den Skulpturen Bank von Erwin Heerich und Windsbraut von Karl Link. Er führt über den Friedhof Büderich, der Teil des Kunstweges ist. Hier befinden sich neben dem Mahnmal von Peter Rübsam zwei von Ewald Mataré geschaffene Grabsteine sowie jeweils ein von Joseph Beuys (für die Familie Dr. Fritz Niehaus, dem Vater von Ruth Niehaus), Erwin Heerich und Karl Franke gestaltetes Grabmal. Das herausragende Werk des Kunstwegs ist zweifellos das Mahnmal für die Verstorbenen der beiden Weltkriege (1959) im Alten Kirchturm, geschaffen von Joseph Beuys. Es besteht aus der von Beuys gestalteten Tür mit den Namen der Toten und dem Auferstehungssymbol im Innern des Turms. Am Landsknecht liegt der posthum nach einem Entwurf aus den 1930er Jahren gebaute Mataré-Brunnen. Eine Skulptur von Wolf Spemann und die von Hermann Focke gestalteten Türen an der Bethlehemkirche liegen auf dem Weg zur Mauritiuskirche, an der Karl-Matthäus Winters Skulptur Josef mit dem Kinde angebracht ist.

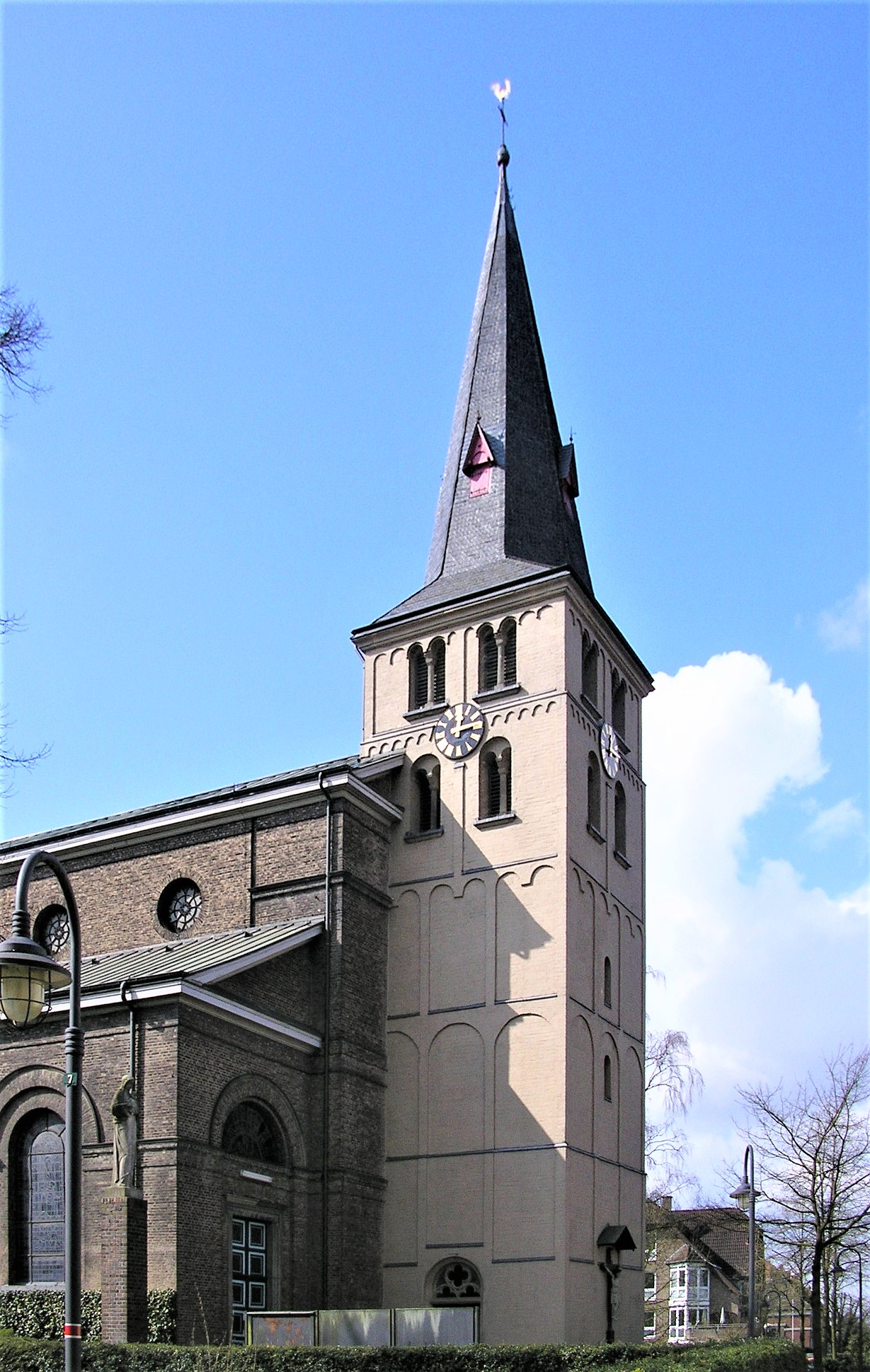
St. Stephanus zu Lank-Latum, romanischer Turm

Die zur Eröffnung präsentierten 15 Kunstwerke wurden 2004 durch den ehemaligen Grabstein des Mataré-Grabes von Karl Franke ergänzt; außerdem wurde 2005 ein Grabstein von Erwin Heerich aus dem Jahr 1949 publik gemacht.

### Lank-Latum
Im Stadtteil Lank-Latum fällt der 1912 erbaute Wasserturm mit einer lichten Stahlkonstruktion auf. Der Turm wurde von den Westdeutschen Celluloidwerken gebaut, das Werk wurde 1985 geschlossen und später abgerissen. Die Lanker Teloy-Mühle wurde 1822 gebaut und bis 1912 betrieben. Nach einer Sanierung 1981 wird die Mühle, deren Flügelwerk komplett wiederhergestellt wurde, als Ausstellungsfläche und Veranstaltungsort genutzt. Der Forstenberg, eine Endmoräne der letzten Eiszeit am Ortsausgang zu Nierst, ist ein Naturdenkmal und eine der höchsten natürlichen Erhebungen Meerbuschs. Legendär ist die Erzählung über den Räuber Der Fetzer, der einer Überlieferung nach seinen Schatz auf dem Forstenberg versteckt haben soll.

### Osterath
Der Osterather Bahnhof wurde 1856 eröffnet. Er liegt an der Linksniederrheinischen Strecke und fällt durch die Fassade aus hellen Holzpaneelen auf.
Die Osterather Mühle wurde ab 1883 zunächst mit Wind, später mit Dampf betrieben. Der Bildhauer Will Brüll renovierte die Mühle und nutzte sie als Wohn- und Arbeitsstätte.
1981 wurde in einem ehemaligen Rundsteuergebäude auf einem Teil des RWE-Umspannwerks die Elektrothek Osterath eröffnet. Das Museum zeigt Exponate aus hundert Jahren Hochspannungstechnik.

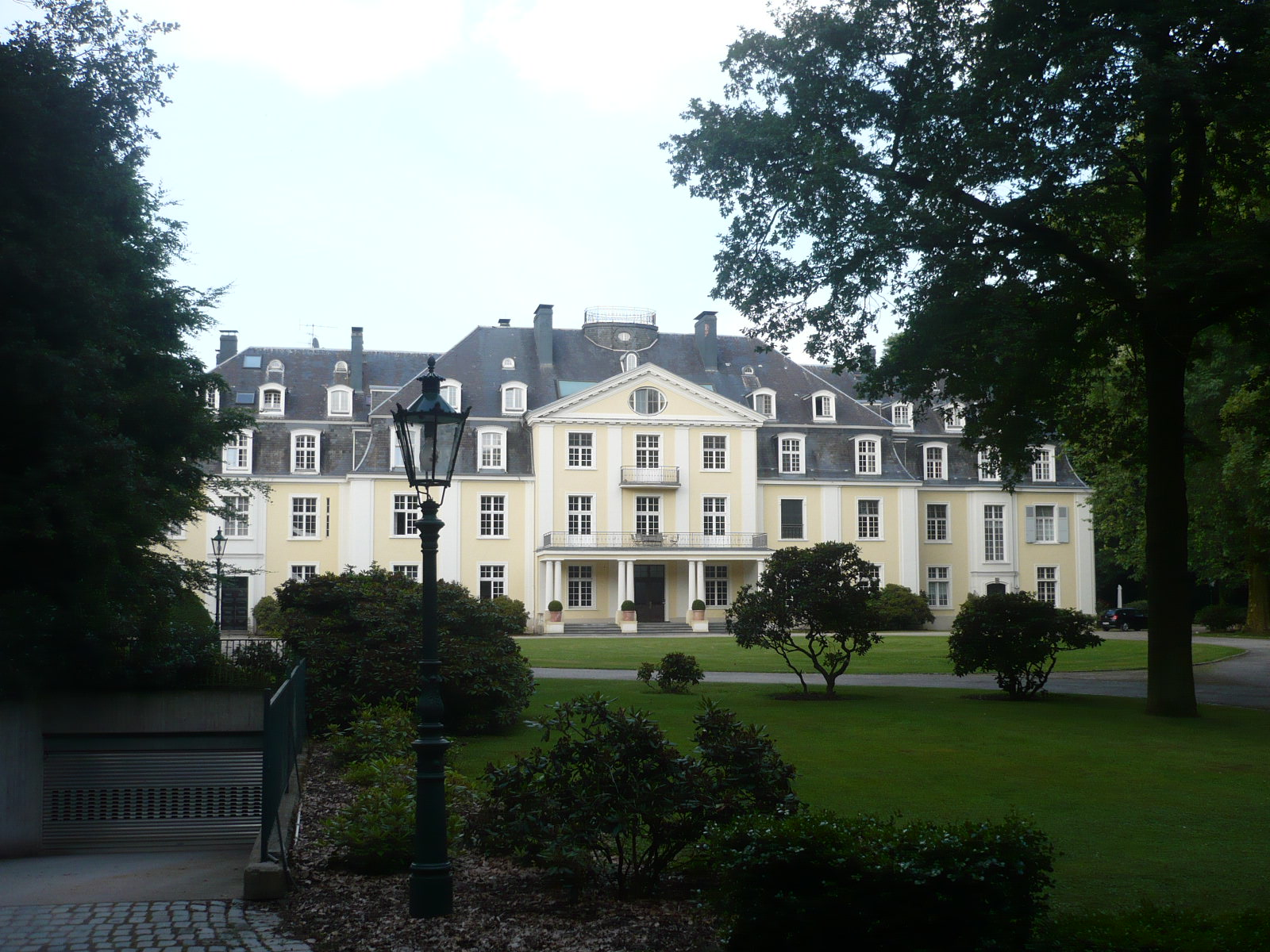
Schloss Pesch

### Ossum-Bösinghoven
Die Kapelle St. Pankratius mit einem Mitteltrakt aus dem 11. Jahrhundert ist die älteste original erhaltene Kirche in Meerbusch. 1868 wurde sie durch den Anbau eines Chors und 1911 mit einem Glockenturm erweitert.
In unmittelbarer Nähe von Ossum-Bösinghoven befinden sich das denkmalgeschützte Schloss Pesch und die beiden ebenfalls geschützten Herrenhäuser Gripswald und Radong.
Am Ortsrand von Bösinghoven steht außerdem die Geismühle, eine 700 Jahre alte Turmwindmühle, die aber formal zu Oppum gehört.

## Verkehr

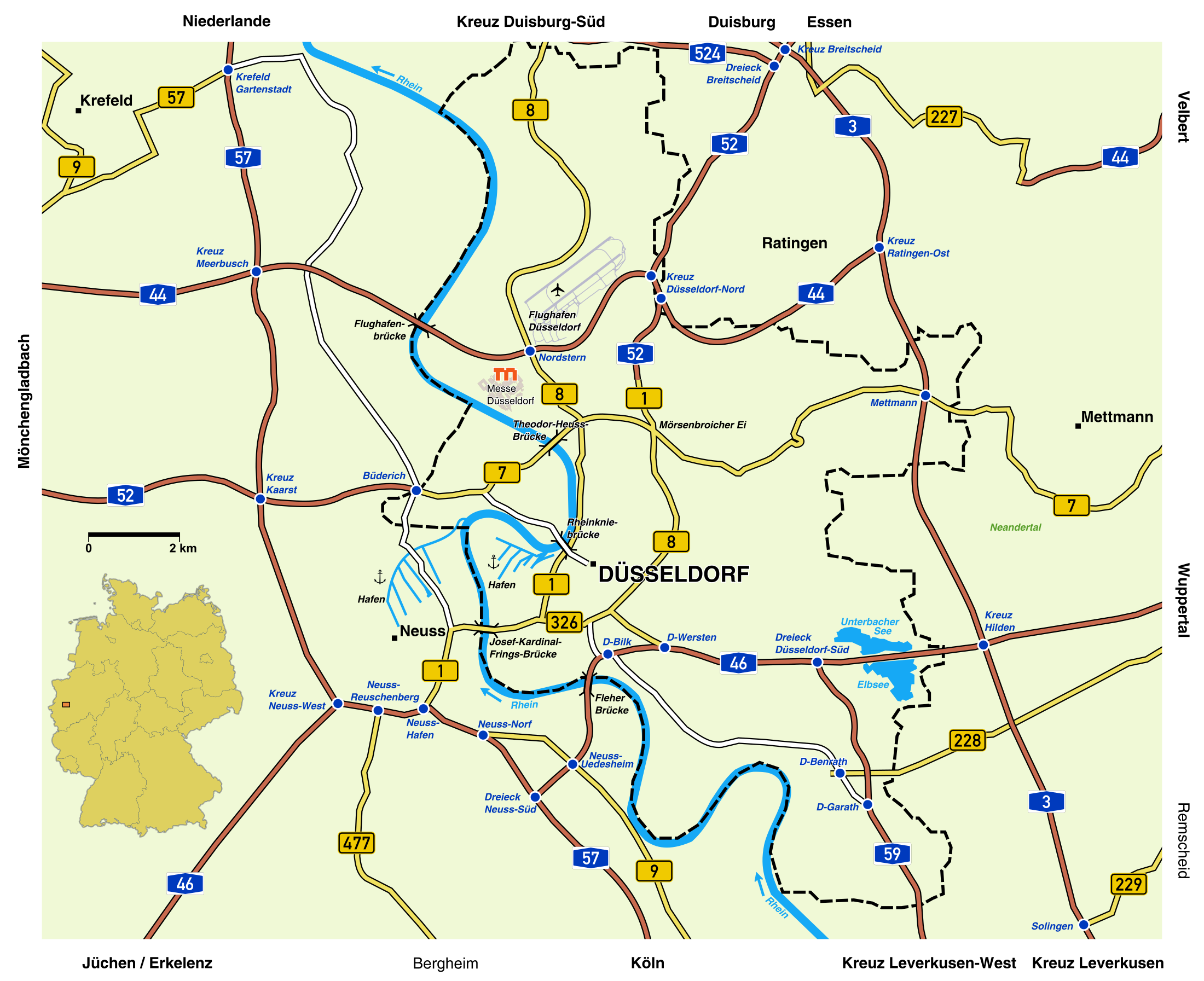
Autobahnnetz im Großraum Düsseldorf, zu dem auch Meerbusch gehört

### Straße
Meerbusch ist an drei Autobahnen angeschlossen.
- A 52 (Roermond–Essen) mit den Anschlussstellen Büderich (14) und Kaarst Nord / Osterath (12)
- A 57 (Nimwegen–Köln) mit der Anschlussstelle Bovert (16), früher Meerbusch
- A 44 (Lüttich–Kassel) mit den Anschlussstellen Lank-Latum (28) sowie Osterath (26)

Die Autobahnen 44 und 57 kreuzen sich im Stadtgebiet und bilden das nach der Stadt benannte Autobahnkreuz Meerbusch.
Die Bundesstraßen 9 und 222 führten bis Januar 2008 durch Meerbuscher Stadtgebiet, wurden dann aber zur Landesstraße 137 abgestuft.
Meerbusch ist Mitglied in der Arbeitsgemeinschaft fußgänger- und fahrradfreundlicher Städte, Gemeinden und Kreise in Nordrhein-Westfalen und bemüht sich, die Stadt fußgänger- und radfahrfreundlicher zu gestalten. Zuletzt wurde eine wichtige Radverbindung entlang der Bahnlinie zwischen Düsseldorf-Lörick und Meerbusch Büderich Landsknecht geschaffen.

### Bahn
National Express hält am Bahnhof Osterath mit den Zügen des Regional-Express RE 7 (Krefeld – Meerbusch-Osterath – Neuss – Köln), die RheinRuhrBahn mit dem RE 10 (Kleve – Krefeld – Meerbusch-Osterath – Düsseldorf) und TRI mit der Regionalbahn RB 37 (Krefeld – Meerbusch-Osterath – Neuss).
Die Rheinbahn betreibt den öffentlichen Personennahverkehr in Meerbusch. Das Unternehmen gehört dem Verkehrsverbund Rhein-Ruhr (VRR) an. Die Stadtbahn-Linien U70 und U76 (Düsseldorf – Krefeld) führen über Haltestellen in Büderich und Osterath auf der Strecke der ehemaligen K-Bahn.  Darüber hinaus werden etliche Busverbindungen unterhalten. Ein wichtiger Verknüpfungspunkt zwischen Stadtbahn und Bus ist die Stadtbahnhaltestelle Haus Meer, nahe dem gleichnamigen Herrenhaus. Der Umsteigeknoten Haus Meer wird von allen Buslinien mit Ausnahme der Schnellbuslinie Kaarst–Meerbusch-Büderich–Düsseldorf-Flughafen und der Tangentiallinie 832 bedient.
| Linie | Linienweg | Takt                      |
| ----- | --- | ------------------------- |
|       | Krefeld, Rheinstraße – Krefeld Hbf – Dießem – Königshof – KR-Fischeln, Grundend – Meerb.-Osterath, Hoterheide – Bovert – Haus Meer – Büderich, Landsknecht – D-Lörick – Prinzenallee – Belsenplatz – Tonhalle/Ehrenhof – U Heinrich-Heine-Allee – U Steinstraße/Königsallee – U Oststraße – U Düsseldorf Hbf ← U D-Handelszentrum/Moskauer Straße Hochflurbetrieb der Rheinbahn; ehemalige K-Bahn; ergänzender Schnellverkehr zur Linie U 76 während der HVZ; es werden nicht alle Haltestellen der Linie U 76 bedient. | 20 min                    |
|       | Krefeld, Rheinstraße1 – Krefeld Hbf – Dießem – Königshof – Fischeln – KR-Fischeln, Grundend – Osterath, Görgesheide2 – Hoterheide – Kamperweg – Bovert – Haus Meer – Forsthaus – Büderich, Landsknecht – Düsseldorf-Lörick3 – Löricker Straße – Lohweg – Prinzenallee – Heerdter Sandberg – Comenius-Gymnasium – Belsenplatz – Barbarossaplatz – Luegplatz – Tonhalle/Ehrenhof – U Heinrich-Heine-Allee – U Steinstraße/Königsallee – U Oststraße – U Düsseldorf Hbf – U Oberbilker Markt/Warschauer Straße – U Ellerstraße – U D-Oberbilk – Kaiserslautener Straße – Provinzialplatz – Werstener Dorfstraße – Opladener Straße – Ickerswarder Straße – Elbruchstraße – D-Holthausen4 Hochflurbetrieb der Rheinbahn; ehemalige K-Bahn; Abschnitt 3–4 dieser Linie gehört zum Düsseldorfer Nachtnetz; in den Schulferien gilt ein besonderer Fahrplan. Abweichender Takt: Abschnitt 3–4: Mo–Sa 21–0 Uhr und So alle 15 Minuten; Abschnitt 1–3: Mo–Sa 21–0 Uhr und So alle 30 Minuten | 20 min (1-3) 10 min (3-4) |
| SB 51 | D-Flughafen Bf 1 – Lichtenbroich, Quartier (n) – Flughafen, Halle 7 → Flughafen Terminal A/B/C 2 ← Flughafen/Maritimplatz → Flughafenverwaltung – Nordfriedhof – Theodor-Heuss-Brücke 3 – Meerbusch-Büderich, Landsknecht – Büderich, Kirche – Kaarst, Maubisstraße ← Kaarst, Rathaus ← Martinuscenter ← Neersener Str./Kaarster Bf → Kaarst, Stadtpark – Kaarst Mitte/Holzbüttgen 4 HVZ: 1–2 alle 15 min, 2–4 alle 30 min; Mo–Fr: 1–2 alle 30 min, 2–4 alle 60 min; Sa alle 60 min; weitere Haltestellen nur zwischen 3 und 4. \|\| |                           |
| SB 52 | Meerbusch-Osterath Bf – Osterath, Wienenweg – Kapellenstraße – Hoterheide – Reha-Klinik – Strümp, Kirche – Lank-Latum, Schillerstraße1 – Stockum, Plüschowstraße2 – Freiligrathplatz – Messe Ost/Stockumer Kirchstr. – Nordpark/Aquazoo HVZ alle 20 min, Mo–Fr alle 30 min, Sa alle 60 min; Abschnitt 1–2 über die A 44/Flughafenbrücke. \|\| |                           |
| 071   | Meerbusch Haus Meer – Osterath, Bahnhofsweg – Willich-Anrath Kirche – Viersen ZOB |                           |
| 829   | Meerbusch, Haus Meer – Forsthaus – Büderich, Kanzlei – Büderich, Friedhof – Brühler Weg – Poststraße – Lorzingstraße – Christuskirche – Johann-Wienands-Platz – Büderich Süd, Am Wildpfad – Heerdt, Handweiser – Neuss Am Kaiser Mo–Fr 6–9 und 13–17 Uhr alle 20 min; weitere Haltestellen auf der gesamten Strecke \|\| |                           |
| 830   | Meerbusch-Lank, Kirche – Lank, Hauptstraße – Auf der Gath – Meerbusch Haus Meer – Meerbusch-Büderich – Düsseldorf-Heerdt – Neuss Am Kaiser – Neuss Hbf – Neuss, Stadthalle \|\| |                           |
| 831   | HPZ Uerdingen – Uerdingen Bf – Krefeld Rheinhafen – Krefeld-Gellep-Stratum – Meerbusch-Lank, Hauptstraße – Auf der Gath – Meerbusch Haus Meer \|\| |                           |
| 832   | Osterath, Viersener Straße ← Osterath Bf – Osterath, Bahnhofsweg – Hoterheide – Strümp – Lank, Hauptstraße – Lank, Kirche \|\| |                           |
| 839   | Meerbusch, Haus Meer – Strümp – Bösinghoven – Lank-Latum – Langst-Kierst – Haus Meer \|\| |                           |
| X49   | Linie betreibt ein anderes Unternehmen oder ist zurzeit nicht in Betrieb |                           |

### Luft
Meerbusch ist durch den in der Nähe liegenden Flughafen Düsseldorf gut an das Luftfahrtnetz angeschlossen.

### Wasser

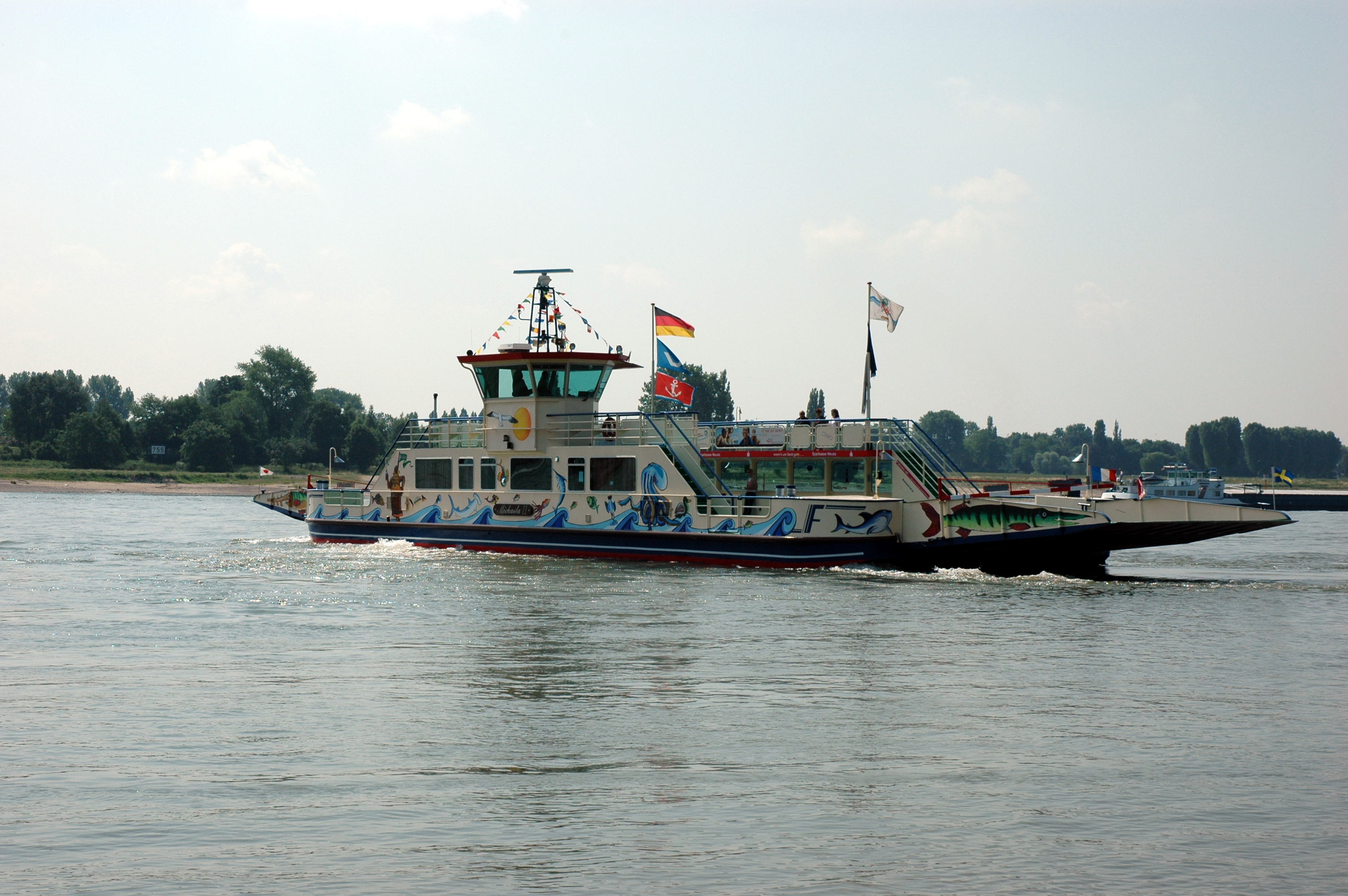
Auto- und Personenfähre zwischen Meerbusch-Langst und Düsseldorf-Kaiserswerth

An der östlichen Stadtgrenze Meerbuschs in Langst existiert eine Fährverbindung zum rechtsrheinischen Kaiserswerth. Durch den Bau der Flughafenbrücke im Zuge des Ausbaus der A 44 hat die Fähre an Bedeutung für den Autoverkehr verloren.

### Carsharing
Carsharing ist in Meerbusch bislang wenig verbreitet. Flinkster hat ein Fahrzeug auf dem Dr. Franz-Schütz-Platz. Große Anbieter, wie Sharenow beschränken ihr Geschäftsgebiet auf Düsseldorf. In Kombination mit dem lückenhaften Radnetz und der niedrigen Frequenz im ÖPNV, bleiben viele Meerbuscher auf ihren PKW angewiesen.

## Wirtschaft
In mehreren Gewerbegebieten sind zahlreiche Unternehmen angesiedelt, unter anderem haben Epson, Ernst Rademacher GmbH heute Schmidt-Strahl GmbH, Nedap, ATHLON, Bobst Group und Kyocera Document Solutions im Büropark Mollsfeld Niederlassungen gegründet. Des Weiteren hat der Hersteller von Medizinprodukten, die Fa. Medtronic, hier seine Deutschland-Zentrale. Die Erweiterung des Büroparks wird „Mollsfeld Nord“ genannt. In dieser Nähe gibt es auch wegen der Autobahn das hauptsächlich als Logistikstandort benutzte Gewerbegebiet „Breite Straße“, wo die Firma IMAV-Hydraulik GmbH ihren Hauptsitz hat. Nach Süden hin grenzt das Gebiet Mollsfeld an den lokalen Baumarkt Globus sowie die 1874 gegründete Brauerei Bacher, die nach deren Schließung 1980 seit 2010 saniert ist und seit Mitte 2010 das „Forum für Bürokultur“ beherbergt.
Das Gewerbegebiet „Fritz-Wendt-Straße“ in Strümp entstand um den Hauptsitz des Schleiftechnik-Unternehmens Wendt GmbH. Das Lanker Gewerbegebiet „In der Loh“ beherbergt kleine und mittelständische Unternehmen wie die Abit GmbH und zeichnet sich im Bereich „Robert-Bosch-Straße“ durch moderne Architektur aus.
Der Meerbuscher Einzelhandel konzentriert sich auf mehrere Zentren bzw. Ortskerne. In Büderich sind das zum einen der eigentliche Ortskern rund ums Rathaus mit Dorfstraße, Doktor-Franz-Schütz-Platz und Teilen der Moerser Straße sowie zum anderen weiter südlich das „Deutsche Eck“ im Kreuzungsbereich von Düsseldorfer Straße und Oststraße. Das Einzelhandelszentrum von Osterath liegt rund um den Kirchplatz an Hoch-, Kaarster und Meerbuscher Straße. Die Lank-Latumer Hauptstraße ist in Teilen als Fußgängerzone ausgebaut und verfügt mit dem Alten Schulhof über einen Marktplatz. Der historische Markt in Lank einige Meter weiter südlich ist weniger durch Einzelhandel als vielmehr durch Gastronomie geprägt. Teile der Ortskerne von Lank und Osterath sind verkehrsberuhigt und mit Kopfsteinpflaster ausgestattet.
Meerbusch war 2016 in Nordrhein-Westfalen die Kommune mit dem höchsten Anteil von Einkommensmillionären an der Wohnbevölkerung.

## Infrastruktur

### Öffentliche Einrichtungen
Die Verwaltungsstellen der Stadt Meerbusch sind auf verschiedene Verwaltungsgebäude verteilt. Das Rathaus mit dem Büro des Bürgermeisters ist eines von mehreren Verwaltungsgebäuden in Büderich. Das technische Dezernat und der Bereich Bürgerbüro, Sicherheit und Umwelt sind in Lank-Latum, der Bereich Soziales und Jugend ist in Osterath untergebracht. Bürgerbüros werden in den Stadtteilen Büderich, Lank-Latum und Osterath unterhalten. Die Musikschule befindet sich in Strümp, die Volkshochschule in Osterath. Beide Einrichtungen nutzen wegen des begrenzten Platzangebotes im eigenen Gebäude häufig Schulgebäude zur Durchführung der Kurse. Die Stadtbücherei ist mit Ausleihstellen in Büderich, Osterath, Lank-Latum und Strümp vertreten.
Meerbusch unterhält eine eigene zentrale Feuerwache in Osterath, die von vier Löschzügen und drei Löschgruppen der Freiwilligen Feuerwehr, die jeweils in eigenen Feuerwehrhäusern stationiert sind, unterstützt wird.

### Krankenhäuser
In Meerbusch gibt es eine Reha-Klinik und eine Fachklinik für Orthopädie und Rheumatologie. Die medizinische Versorgung wird von den Krankenhäusern der Nachbarstädte übernommen.

### Bildung
Im Stadtgebiet gibt es
- neun Grundschulen
- zwei Gymnasien (Städtisches Meerbusch-Gymnasium in Strümp, Städtisches Mataré-Gymnasium in Büderich)
- eine Realschule in Osterath
- eine Gesamtschule in Büderich
- eine Volkshochschule mit Haupthaus in Osterath
- eine Städtische Musikschule mit dezentralen Unterrichtsorten und Musikschulgebäude in Strümp, Kaustinenweg 1

In Osterath wurde 1968 das Gymnasium Osterath gegründet, das nach seinem Umzug nach Strümp (1970) in Städtisches Meerbusch-Gymnasium umbenannt wurde, während in Büderich das ehemalige Kreisgymnasium 1979 als Mataré-Gymnasium vom Kreis Neuss in die Trägerschaft der Stadt Meerbusch übertragen wurde. 1989 beschloss der Rat die Errichtung einer Gesamtschule, die 1990 ihren Betrieb in den Räumen der ehemaligen Realschule Büderich aufnahm. 1995 erwies sich eine Sanierung der hochgradig PCB-belasteten Grundschule Astrid-Lindgren-Schule in Büderich als unwirtschaftlich, so dass der Abriss beschlossen wurde. Die Klassen zogen zur Witzfeldstraße in die heutige Adam-Riese-Schule um. Am 19. Juli 2013 löste sich die ehemalige Raphael-Förderschule in Strümp auf, da sie nur 80 statt mindestens 144 Schüler besaß.
Die medicoreha Welsink Akademie führt mit ihren staatlich anerkannten Fachschulen für Physiotherapie und Ergotherapie für ihre Auszubildenden die praktische Ausbildung in der St.-Mauritius-Therapieklinik durch.

## Sport
Seit 2013 findet in Meerbusch jährlich ein Tennisturnier der ATP Challenger Tour statt, wo 43.000 Euro ausgelobt werden.
Der TSV Meerbusch ist der größte Sportverein der Stadt. Die erste Fußballmannschaft der Herren spielte mehrere Jahre in der fünftklassigen Oberliga Niederrhein.

## Umwelt
Zu den Hauptlärmquellen, die in die Gemeinde einwirken, zählen die Straßen A 44 (17,2 Mio. Kfz/a), A 52 (32,9 Mio. Kfz/a), A 57 (24,5 Mio. Kfz/a), L 137 (6,2 Mio. Kfz/a), die Bahnstrecke Köln–Kleve (ca. 60.000 Züge/a) und der Düsseldorfer Flughafen (bis zu 262.000 Bewegung/a).